# Ada Romero
Ada Elizabeth Romero Salazar (San Pedro Sula, Honduras), más conocida como Ada Romero, es una cantante y compositora hondureña de música cristiana contemporánea nacida un 26 de diciembre en la ciudad de San Pedro Sula, Honduras. Por varios años ha sido considerada una de las principales artistas de música cristiana en su país. Ada ha cantado en países como Guatemala, El Salvador, Nicaragua y Perú.

## Biografía
Ada Romero nació en la ciudad de San Pedro Sula, Honduras, bajo un entorno cristiano, lo que le permitió tener acceso a música de artistas que se convertirían en influencia como Crystal Lewis. Escribió sus primeras canciones en la adolescencia, y sonó por primera vez en radio cuando tenía 16 años.
En 2004 lanzó su canción Creo que Puedo Volar , la cual tuvo bastante aceptación en radios cristianas y la llevó a grabar el disco "Puedo Volar" en 2007.
Durante los años posteriores al lanzamiento de su primer disco, Ada compartió escenario con conocidos cantantes de la industria cristiana como Rabito, Danilo Montero, Marco Barrientos, Julissa, Ruth Mixter, Julio Melgar, Héctor Delgado, Paul Wilbor, Marcos Brunet y Milton Valle, por mencionar algunos. También tuvo la oportunidad de cantar en eventos en vivo de la cadena de televisión cristiana enlace.
En 2014 lanzó su sencillo Un Día Más grabado en los estudios Marcos Music, esta canción en palabras de la cantante, marcó su vida ya que fue inspirada por un encuentro que tuvo con El Espíritu Santo.
El 23 de noviembre de 2024, Ada Romero dio a conocer un nuevo sencillo titulado "El Vuelo Alzare"

## Discografía

### Álbumes de estudio
- Puedo Volar (2007)

### Sencillos
- "Te Seguiré" (1996)
- "Siempre te Encuentras" (1996)
- "Creo que Puedo Volar" (2004)
- "Te Amo Tanto" (2006)
- "Un Día Más" (2014)
- "El Vuelo Alzare" (2024)